# Hidrotermális szakasz

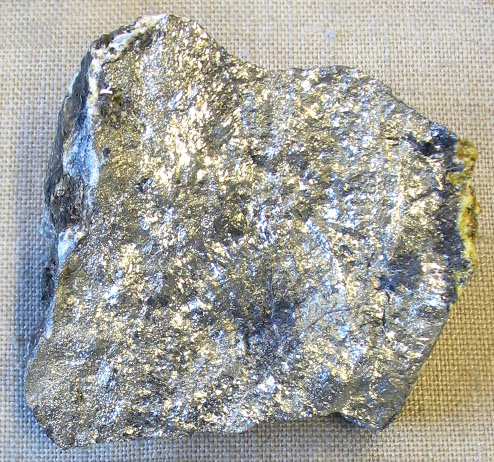
Elemi antimon oxidációs termékekkel

A hidrotermális szakasz egy geológiai kifejezés, a magma utókristályosodásának zárószakasza. A víz kritikus hőmérséklete, azaz 374 °C alá hűlt oldatok kristályosodási fázisa.

## Kialakulása
A magma lecsapódó vízgőztartalmából, illetve a leszivárgó csapadékvízből származó fluidumok nagy mennyiségű illó- és oldott anyagot tartalmaznak. Ezekből a nyomás- és a hőmérséklet-változás következményeként különféle ásványok válnak ki, a földfelszíntől mintegy 5-6 km-es mélységig telérek, érczsinórok illetve érchintések formájában. A hidrotermális szakaszban fontos érctelepek képződnek: szulfidos (réz, ólom, bizmut, nikkel, kobalt, antimon, higany), oxidos (vas, volfrám, tantál, nióbium, ón, urán), vas-, mangán-karbonátos ércek, terméselemek (arany, ezüst), nem érces ásványok (azbeszt, csillám, fluorit, drágakövek, grafit).
A hidrotermális szakaszhoz köthető ércelőfordulások  Magyarországon : Gyöngyösoroszi, Telkibánya, Nagybörzsöny.